# Campeonato Paulista de Futebol de 1969
O Campeonato Paulista de Futebol de 1969 foi a 29.ª edição do campeonato organizado pela Federação Paulista de Futebol, e teve o Santos como campeão e Pelé, do mesmo clube, como artilheiro, com 26 gols.

## Regulamento
O presidente da Federação Paulista de Futebol, João Mendonça Falcão, sugeriu que o Campeonato Paulista adotasse a mesma fórmula do Torneio Roberto Gomes Pedrosa, com os clubes divididos em dois grupos e uma fase final com quatro clubes. Assim, pela primeira vez em mais de três décadas, o estadual paulista não foi disputado em pontos corridos. A medida foi aplaudida pelo jornalista Aroldo Chiorino, da Folha de S.Paulo: "Enfim, o futebol paulista resolveu libertar-se da rotina. Sem dúvida, é uma tentativa que visa a tornar o campeonato mais atraente, evitando-se, assim, que logo no início do returno, como acontecia no sistema anterior, tenhamos várias equipes completamente fora da luta direta pelo título. O público torcedor, com o novo sistema, terá maior motivação para ir aos estádios, porque os seus clubes, principalmente os chamados grandes, não ficarão fora da luta pelo título muito cedo."
Os catorze times jogaram turno e returno entre si, embora divididos em dois grupos com sete times cada para efeito de classificação. No sorteio, a Federação procurou manter Santos e Corinthians em grupos separados, para maximizar as chances de ambos participarem do quadrangular final, o que supostamente garantiria boas rendas. Ao fim da primeira fase, os dois primeiros colocados de cada grupo garantiram vaga na fase final. Os critérios de desempate decididos foram: saldo de gols, pontos ganhos nos confrontos diretos e sorteio.
A fase final foi disputada em turno único, com contagem de pontos zerada. Ao fim das três rodadas, o time com mais pontos ficou com o título. Nessa fase, o único critério de desempate previsto no regulamento era o saldo de gols. Caso dois times terminassem empatados também nesse critério, seria marcado um jogo-desempate, com possibilidade de prorrogação e disputa de penalidades alternadas. Caso mais de dois times terminassem empatados também no saldo de gols, o campeão seria definido por meio de um sorteio na sede da FPF.
A princípio, o último colocado seria rebaixado à Primeira Divisão, porém um assembleia geral da Federação decidiu, em julho, que não haveria mais descenso em nenhuma das divisões do futebol paulista naquele ano. Com a decisão, a Divisão Especial do campeonato de 1970 seria disputada por dezesseis equipes: além das catorze que tinha disputado a edição de 1969, teriam vaga o campeão da Primeira Divisão de 1969 (que acabaria sendo a Ponte Preta) e o Comercial, rebaixado em 1968, mas que ganhou um recurso no Conselho Nacional de Desportos contra seu rebaixamento.

## Primeira fase
Devido ao declínio de público nos estádios ao longo dos anos anteriores, a Federação solicitou ao Ibope uma pesquisa para determinar os motivos. Mesmo antes de o resultado ser apresentado, Mendonça Falcão determinou uma redução no preço dos ingressos populares para a edição de 1969.
O campeonato teve início no fim de janeiro, sem a presença dos clubes grandes, que aproveitaram para fazer excursões pelo exterior (casos de Corinthians, Palmeiras e Santos) ou disputar amistosos em casa (caso do São Paulo, que recebeu a seleção húngara no Morumbi. No segundo turno, houve problemas de datas, e algumas partidas dessa fase tiveram de ser realizadas durante e após a fase final.
No início do segundo turno, o Corinthians jogou contra o São Bento, em Sorocaba, e, na volta à Capital, os jogadores foram liberados. Lidu e Eduardo saíram para jantar, mas seu carro capotou várias vezes na Marginal Tietê, na altura da Ponte da Vila Maria. Os dois jogadores foram atirados para fora e morreram. Cerca de cinco mil pessoas foram ao velório, no Parque São Jorge. Menos de uma semana depois, o Conselho Arbitral da Federação Paulista de Futebol reuniu-se, para avaliar um pedido do Corinthians, para poder contratar dois jogadores. Os primeiros oito clubes a votar (São Bento, Guarani, Ferroviária, Paulista, Portuguesa Santista, Juventus, XV de Piracicaba e Portuguesa votaram a favor, mas, como seria necessária unanimidade para que a autorização fosse concedida, a votação foi encerrada quando o dirigente palmeirense José Gimenez Lopes deu voto contrário.
"Eu penso com a cabeça, não com o coração", explicaria depois o cartola. "Imaginem se eu concordasse e, depois, por azar, na final do Campeonato Paulista estivessem Corinthians e Palmeiras, sendo que meu time perdesse, utilizando-se o Corinthians dos novos jogadores contratados. O que a nossa torcida diria de mim? Os representantes de Santos e São Paulo não chegaram a votar. Mais tarde, Gimenez Lopes acusaria o Corinthians de querer "criar impacto emocional à custa do nosso voto" e garantiria que ao menos os votos de Santos e América também seriam contra.
Na reta final do segundo turno, Palmeiras e Corinthians foram acusados de entregar "declaradamente" jogos, respectivamente para São Bento e Botafogo, auxiliando os adversários na luta contra o rebaixamento.
| Grupo A |                     |    |    |    |    |    |    |    |     |
| Pos.    | Time                | PG | J  | V  | E  | D  | GP | GC | SG  |
| 1       | Santos              | 37 | 26 | 17 | 3  | 6  | 60 | 30 | 30  |
| 2       | Palmeiras           | 36 | 26 | 17 | 2  | 7  | 46 | 19 | 27  |
| 3       | Portuguesa          | 29 | 26 | 12 | 5  | 9  | 41 | 37 | 4   |
| 4       | Ferroviária         | 26 | 26 | 10 | 6  | 10 | 29 | 35 | -6  |
| 5       | Portuguesa Santista | 23 | 26 | 8  | 7  | 11 | 36 | 41 | -5  |
| 6       | XV de Piracicaba    | 21 | 26 | 5  | 11 | 10 | 30 | 41 | -11 |
| 7       | Juventus            | 20 | 26 | 7  | 6  | 13 | 28 | 37 | -9  |
| Grupo B |                     |    |    |    |    |    |    |    |     |
| Pos.    | Time                | PG | J  | V  | E  | D  | GP | GC | SG  |
| 1       | Corinthians         | 36 | 26 | 16 | 4  | 6  | 51 | 24 | 27  |
| 2       | São Paulo           | 34 | 26 | 16 | 2  | 8  | 44 | 29 | 15  |
| 3       | América             | 23 | 26 | 8  | 7  | 11 | 29 | 45 | -16 |
| 4       | Guarani             | 23 | 26 | 9  | 5  | 12 | 35 | 40 | -5  |
| 5       | Botafogo            | 19 | 26 | 6  | 7  | 13 | 25 | 41 | -16 |
| 6       | São Bento           | 19 | 26 | 6  | 7  | 13 | 26 | 45 | -19 |
| 7       | Paulista            | 18 | 26 | 7  | 4  | 15 | 25 | 40 | -15 |

## Disputa do título
Os quatro melhores colocados na fase classificatória (Palmeiras, Santos, Corinthians e São Paulo) fizeram um quadrangular final em turno único. Em 8 de junho, o Santos estreou ganhando do Corinthians por 2 a 1 no Morumbi. Três dias depois, o Palmeiras ganhou do São Paulo por 1 a 0 no Parque Antártica, praticamente definindo a disputa do título entre os dois vencedores da primeira rodada. No dia 15, o São Paulo ganhou por 3 a 2 do Corinthians no Morumbi.
A "final antecipada" ocorreu no dia 18, com o Palmeiras, que havia vencido os dois confrontos anteriores contra o Santos, sendo derrotado por 3 a 0 diante de sua torcida. No dia 21, São Paulo e Santos enfrentaram-se no Morumbi: ao Santos, bastava um empate para chegar ao seu segundo tricampeonato paulista; ao Tricolor, só a vitória interessava, para igualar a pontuação do Peixe. O Palmeiras torcia contra o Santos, precisando ainda vencer o Derby Paulista, mas o empate por 0 a 0 garantiu o título ao Alvinegro. Na última partida, no dia seguinte, o Palmeiras ganhou do Corinthians por 3 a 2.
Com a 12.ª conquista, o Santos tornou-se o terceiro maior campeão do Campeonato Paulista, ultrapassando o Paulistano, dono de onze títulos — o São Paulo na época detinha oito títulos. O Santos ficou atrás apenas de Corinthians e Palmeiras, que tinham quinze títulos cada.

### Jogos
| 8 de junho de 1969 | Santos                  | 3 – 1         | Corinthians      | Morumbi, São Paulo                                             |
| 15h15 Histórico    | Pelé 25', 32' · Edu 43' | Ficha técnica | Paulo Borges 67' | Público: 44 668 Renda: NCr$ 280 388 Árbitro: Roberto Goicochea |

Santos — Cláudio; Carlos Alberto, Ramos Delgado, Djalma Dias e Rildo; Clodoaldo e Negreiros (Lima); Toninho Guerreiro, Edu, Pelé e Abel (Manuel). Técnico: Antoninho.
Corinthians — Lula; Alvacir (Mendes), Ditão, Luís Carlos e Pedro Rodrigues; Dirceu Alves e Rivellino; Paulo Borges, Tales, Benê e Buião (Adnan). Técnico: Dino Sani.
| 11 de junho de 1969 | Palmeiras       | 1 – 0         | São Paulo | Parque Antártica, São Paulo, SP                                |
| 20h45 Histórico     | Dudu 11' do 2.º | Ficha técnica |           | Público: 37 682 Renda: NCr$ 207 730 Árbitro: José Favilli Neto |

Palmeiras — Emerson Leão (Chicão); Eurico, Baldocchi, Nélson e Dé; Dudu e Jaime; Copeu, Artime, Ademir da Guia e Serginho. Técnico: Filpo Núñez.
São Paulo — Picasso; Cláudio, Jurandir, Roberto Dias e Édson Cegonha; Terto e Nenê; Paraná, Zé Roberto, Téia e Babá. Técnico: Diede Lameiro.
| 15 de junho de 1969 | São Paulo                                                | 3 – 2         | Corinthians                            | Morumbi, São Paulo, SP                                     |
| Histórico           | Zé Roberto 16' do 1.º · Téia 3' do 2.º · Téia 42' do 2.º | Ficha técnica | Rivellino 12' do 1.º · Benê 39' do 2.º | Público: 14 115 Renda: NCr$ 81 907 Árbitro: Joaquim Campos |

São Paulo — Picasso; Cláudio, Jurandir, Roberto Dias e Édson Cegonha; Terto e Nenê; Paraná, Zé Roberto, Téia e Babá. Técnico: Diede Lameiro.
Corinthians — Lula; Mendes, Ditão, Luís Carlos e Pedro Rodrigues; Dirceu Alves e Rivellino; Paulo Borges, Tales (Servílio), Benê e Adnan (Tião). Técnico: Dino Sani.
| 18 de junho de 1969 | Palmeiras | 0 – 3         | Santos                                                          | Parque Antártica, São Paulo, SP                                |
| 20h45 Histórico     |           | Ficha técnica | Pelé 23' do 1.º · Edu 21' do 2.º · Toninho Guerreiro 27' do 2.º | Público: 21 146 Renda: NCr$ 127 120 Árbitro: Roberto Goicochea |

Santos — Cláudio; Carlos Alberto, Ramos Delgado, Djalma Dias e Rildo; Clodoaldo e Negreiros; Toninho Guerreiro (Joel), Edu, Pelé e Abel. Técnico: Antoninho.
Palmeiras — Chicão; Eurico, Baldocchi, Nélson e Dé (Zeca); Dudu e Ademir da Guia; Copeu, Jaime, Artime (César Maluco) e Serginho. Técnico: Filpo Núñez.
| 21 de junho de 1969 | Santos | 0 – 0         | São Paulo | Morumbi, São Paulo, SP                                      |
| 15h15 Histórico     |        | Ficha técnica |           | Público: 31 999 Renda: NCr$ 199 669 Árbitro: Joaquim Campos |

Santos — Cláudio; Carlos Alberto, Ramos Delgado, Djalma Dias e Rildo; Clodoaldo e Negreiros; Toninho Guerreiro, Edu, Pelé e Abel. Técnico: Antoninho.
São Paulo — Picasso; Cláudio, Jurandir, Roberto Dias e Édson Cegonha; Terto e Nenê; Paraná, Zé Roberto, Téia e Babá. Técnico: Diede Lameiro.
| 22 de junho de 1969 | Corinthians                                   | 2 – 3         | Palmeiras                                             | Morumbi, São Paulo, SP                                       |
| Histórico           | Benê 28' do 2.º · Rivellino (pen.) 36' do 2.º | Ficha técnica | Dudu 41' do 1.º · Artime 43' do 1.º · Jaime 9' do 2.º | Público: 5 702 Renda: NCr$ 30 738 Árbitro: José Favilli Neto |

Corinthians — Lula; Mendes, Ditão, Luís Carlos e Pedro Rodrigues; Dirceu Alves e Rivellino; Paulo Borges, Servílio (Tales), Benê e Tião (Adnan). Técnico: Dino Sani.
Palmeiras — Neuri; Eurico, Baldocchi, Minuca e Dé; Dudu e Ademir da Guia; Copeu, Jaime, Artime e Serginho. Técnico: Filpo Núñez.

### Classificação
| Turno final |             |    |   |   |   |   |    |    |    |
| Pos.        | Time        | PG | J | V | E | D | GP | GC | SG |
| 1           | Santos      | 5  | 3 | 2 | 1 | 0 | 6  | 1  | 5  |
| 2           | Palmeiras   | 4  | 3 | 2 | 0 | 1 | 4  | 5  | -1 |
| 3           | São Paulo   | 3  | 3 | 1 | 1 | 1 | 3  | 3  | 0  |
| 4           | Corinthians | 0  | 3 | 0 | 0 | 3 | 5  | 9  | -4 |

## Repercussão
Apesar do entusiasmo inicial com a nova fórmula, ao fim do campeonato a Folha de S.Paulo proclamou o "fracasso" do campeonato. A fórmula, por exemplo, foi criticada por Pedro Luís, em 6 de junho: "A experiência da FPF foi malograda, e esta fórmula de disputa deverá ser sepultada com a vergonhosa manobra que se processou entre alguns clubes, controlando e arrumando resultados." No dia 22, o mesmo jornal listou sete motivos para o malogro do campeonato, entre eles a fórmula com apenas quatro classificados para a fase final, a indisponibilidade do Pacaembu, o ainda caro preço dos ingressos e a transmissão de reprises das partidas no mesmo dia.

## Classificação final
| Grupo A |                     |    |    |    |    |    |    |    |     |
| Pos.    | Time                | PG | J  | V  | E  | D  | GP | GC | SG  |
| 1       | Santos              | 42 | 29 | 19 | 4  | 6  | 66 | 31 | 35  |
| 2       | Palmeiras           | 40 | 29 | 19 | 2  | 8  | 50 | 24 | 26  |
| 3       | São Paulo           | 37 | 29 | 17 | 3  | 9  | 47 | 32 | 15  |
| 4       | Corinthians         | 36 | 29 | 16 | 4  | 9  | 56 | 33 | 23  |
| 5       | Portuguesa          | 29 | 26 | 12 | 5  | 9  | 41 | 37 | 4   |
| 6       | Ferroviária         | 26 | 26 | 10 | 6  | 10 | 29 | 35 | -6  |
| 7       | Guarani             | 23 | 26 | 9  | 5  | 12 | 35 | 40 | -5  |
|         | Portuguesa Santista | 23 | 26 | 8  | 7  | 11 | 36 | 41 | -5  |
| 9       | América             | 23 | 26 | 8  | 7  | 11 | 29 | 45 | -16 |
| 10      | XV de Piracicaba    | 21 | 26 | 5  | 11 | 10 | 30 | 41 | -11 |
| 11      | Juventus            | 20 | 26 | 7  | 6  | 13 | 28 | 37 | -9  |
| 12      | Botafogo            | 19 | 26 | 6  | 7  | 13 | 25 | 41 | -16 |
| 13      | São Bento           | 19 | 26 | 6  | 7  | 13 | 26 | 45 | -19 |
| 14      | Paulista            | 18 | 26 | 7  | 4  | 15 | 25 | 40 | -15 |

O Paulista foi rebaixado, porém, após o fim do campeonato, uma assembleia geral da FPF decidiu que não haveria mais rebaixamento.
| Campeão Paulista de 1969 |
| ------------------------ |
| SANTOS (12º título)      |